# Национальный день космических технологий в Иране

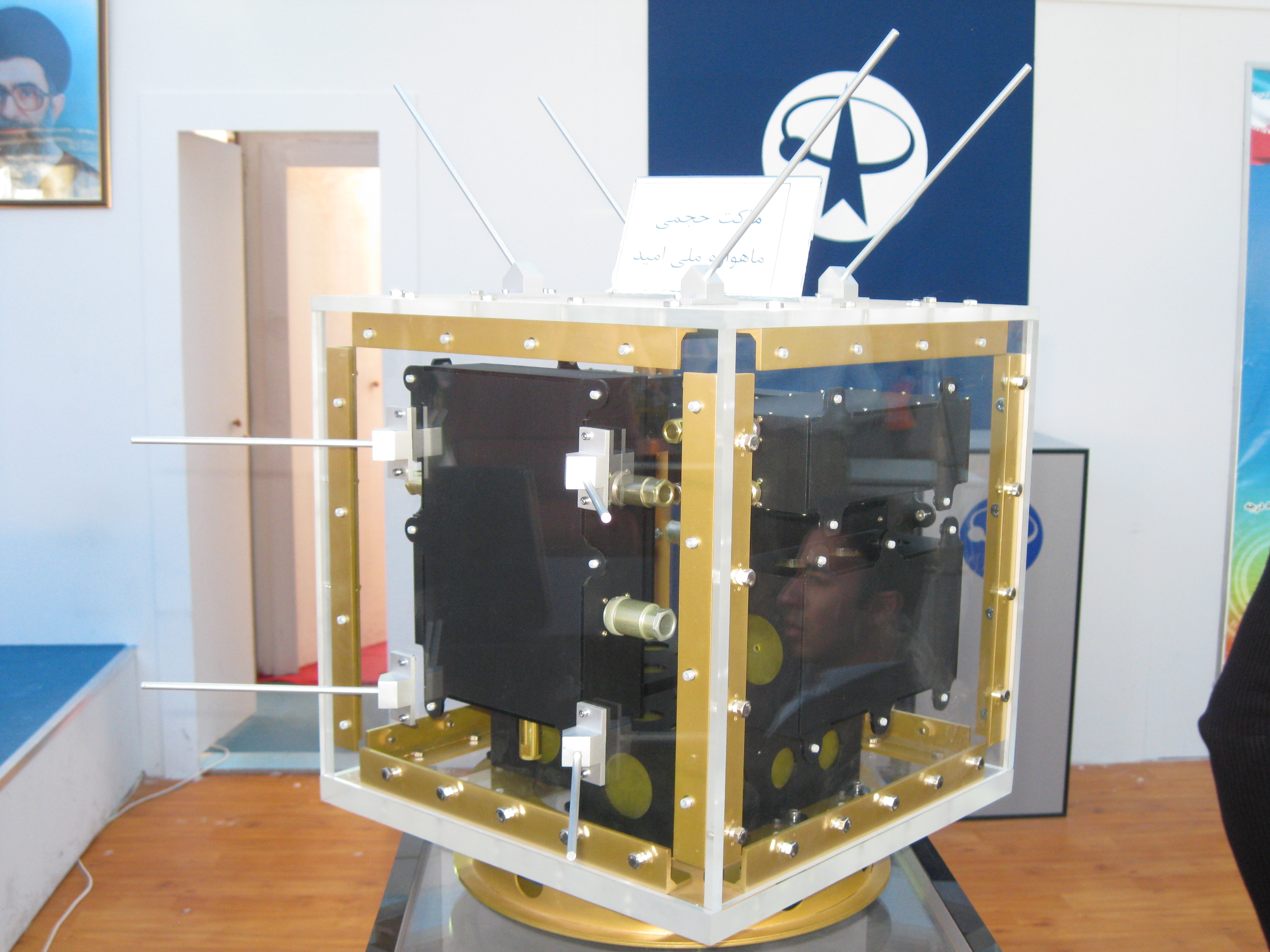
Иранский спутник "Омид"

Национальный день космических технологий (перс. روز ملی فناوری فضایی ‎) отмечается в Иране 14 бахмана по иранскому календарю (2 февраля). В этот день в 2009 году был запущен первый иранский искусственный спутник «Омид». С тех пор, каждый год в этот день проводится мероприятие, на котором представляются на показ новейшие достижения Ирана в космической области.

## 14 бахмана 1387 года
2 февраля 2009 года Ирану при помощи ракеты-носителя «Сафир-2» удалось запустить на орбиту первый иранский искусственный спутник «Омид» (перс. امید – «надежда»). Это достижение позволило Ирану войти в клуб стран, обладающих технологией запуска космических аппаратов. В честь этого события 14 бахмана было признано Национальным днем космических технологий.

## 14 бахмана 1388 года
3 февраля 2010 года Иран отправляет в суборбитральный полет на ракете Кавошгар-3 животных – черепаху, мышь, червей и простые клеточные организмы. Биокапсула вернулась на землю невредимой.
Помимо этого, проходит презентация спутника «Толу’» (перс. طلوع – «восход»), инженерных образцов спутника «Мэсбах-2» (перс. مصباح دو – «факел-2») и инженерная модель спутника, собранного Иранским университетом науки и технологий «Навид-е Эльм-о Санат» (перс. نوید علم و صنعت — Предвестник науки и техники), который в 2012 году был успешно запущен на орбиту.
Также была представлена модель ракеты-носителя «Simorgh», способная нести спутник массой 100 кг и выводить аппараты на орбиту высотой до 500 км над Землей, и открыт центр обработки изображений, полученных с иранских  спутников.

## 14 бахмана 1389 года
3 февраля 2011 года в день космических технологий проходит выставка четырёх моделей новых иранских спутников,  а также инженерная модель двигателя ракеты-носителя «Сафир 1-Б» и биокапсулы Кавошгар-4.

## 14 бахмана 1390 года
3 февраля 2012 года проходит успешный запуск космического аппарата «Навид-е Эльм-о Санат» весом 50 кг. Он стал третьим иранским спутником, успешно выведенным на орбиту.

## 14 бахмана 1391
В 2013 году Иранцы запускают в космос обезьяну по кличке Афтаб, которая также благополучно возвращается домой. Через 11 месяцев полет Афтаба повторила обезьяна по кличке Фаргам.
Все запуски Иран осуществляет с космодрома «Семнан» неподалеку от одноимённого города в пустыне Деште-Кевир.
Также в этом году была представлена продвинутая модель спутника «Навид-е Эльм-о Санат», которая называется «Зохре» (перс.  زهره - Венера).
В этом году президент ИРИ Махмуд Ахмадинежад ставит перед национальным Космическим агентством задачу отправить до конца текущего десятилетия в космос человека.

## 14 бахмана 1395 года
В 2017 году в Тегеране прошла выставка достижений иранской космической промышленности, приуроченная к национальному дню космических технологий. Мероприятие прошло в присутствии президента Ирана Хасана Рухани. Президент познакомился с моделью спутника связи «Нахид-1», сконструированного студентами Тегеранского университета.